# Abraxas proicteriodes
Abraxas proicteriodes är en fjärilsart som beskrevs av Eugen Wehrli 1931. Abraxas proicteriodes ingår i släktet Abraxas och familjen mätare. Inga underarter finns listade i Catalogue of Life.